# 溪山镇
溪山镇是中国广东省河源市连平县下辖的一个镇，位于连平县西南部。辖区总面积146.3平方公里，下辖9个村，总人口1.58万人。105国道贯穿全镇，旅游景点有溪山石坑瀑布。

## 行政区划
溪山镇下辖以下村级行政区划单位
岐山村、茶山村、丰盘村、软坑村、百高村、溪西村、东水村、马洞村和东罗村。